# Matias Barbosa da Silva
Matias Barbosa da Silva foi um potentado de Minas Gerais que no século XVIII fundou Barra Longa. Não se sabe quando nasceu mas morreu em 25 de julho de 1742. Sabe-se que era reinol, filho de Francisco Gomes da Silva e de Isabel Barbosa de Caldas, que foi mestre de campo nomeado pelo Capitão-General Artur de Sá e Menezes em fevereiro de 1700 e depois coronel de cavalaria. Dizem os cronistas que veio como soldado à Colônia do Sacramento, de lá passando às Minas como Ajudante. Situou-se abaixo do Furquim e ali minerou e fundou o arraial de Barra Longa que se conheceu durante anos por seu nome, como arraial de Matias Barbosa.
Em  1736 Martinho de Mendonça de Pina Proença, do Conselho Ultramarino, o descreve «interessando-se sempre nos contratos reais, abrindo caminhos e povoando sítios».
Tinha enorme fortuna ao morrer - deixou ouro em pó, ouro lavrado, prata lavrada, uma grande fazenda na barra dos Gualachos, um sítio e outro no rio Gualacho, terras minerais em Guarapiranga, quatro outros sítios na Picada de Goiás, duas sesmarias, casas no Rio de Janeiro, outras duas em Vila Rica, em uma só fazenda tinha 200 escravos! 
Em seu testamento, determinou a celebração de 5.200 missas por sua alma. 